# میخاو ژبروفسکی
میخاو ژبروفسکی (لهستانی: Michał Jan Żebrowski؛ زادهٔ ۱۷ ژوئن ۱۹۷۲) بازیگر و خواننده اهل لهستان است.
از فیلم‌ها یا برنامه‌های تلویزیونی که وی در آن نقش داشته‌است، می‌توان به کرکس، ۱۹۳۹ نبرد وسترپلاته، گوش آقای رئیس، در خوشی و سختی، با آتش و شمشیر (فیلم)، با آتش و شمشیر (مجموعه تلویزیونی)،  یانوشیک: روایتی واقعی، جادوگر (مجموعه تلویزیونی)، جادوگر (فیلم)، پوزنان ۵۶، نبرد ورشو ۱۹۲۰، پیانیست، افسانه‌ای باستانی: آن هنگام که خورشید ایزد بود ۱۶۱۲ و پان تادئوش اشاره کرد.